# Lykonpolis (Ptolemäer)
Lykonpolis (Ta-Resat-Schekan; Die Station und Wache) ist der Name eines Ortes im Alten Ägypten, der nur zur Zeit der Ptolemäer bezeugt ist. Er befand sich angeblich im inneren Nildelta, zwischen Busiris, Sebennytos und Mendes. Auf dem Stein von Rosette ist der demotische Name Šk3n überliefert.
Unter dem Pharao Ptolemaios IV. brach in Lykonpolis ein Aufstand der einheimischen Ägypter aus, der erst im Jahr 197 v. Chr. niedergeschlagen werden konnte.